# Acuerdo de Opción de Tirol del Sur
El Acuerdo de Opción de Tirol del Sur (en alemán: Option in Südtirol; en italiano: Opzioni in Alto Adige) se refiere al período entre 1939 y 1943, cuando los nativos de habla alemana en Tirol del Sur y tres comunas en la provincia de Belluno tuvieron la opción de emigrar a la vecina Alemania nazi (de la cual Austria formó parte después del Anschluss de 1938) o permaneciendo en la Italia fascista y siendo integrado por la fuerza en la cultura italiana dominante, perdiendo su idioma y herencia cultural. Más del 80% optó por mudarse a Alemania.

## Antecedentes
La región del Tirol del Sur había sido un lugar de reclamos y conflictos entre el nacionalismo alemán y el nacionalismo italiano. Uno de los principales fundadores del nacionalismo italiano, Giuseppe Mazzini, junto con Ettore Tolomei, afirmó que la población de Tirol del Sur de habla alemana era en realidad una población germanizada de origen romano que necesitaba ser "liberada y devuelta a su cultura legítima".
La parte sur del Tirol, rebautizada como "Provincia de Bolzano", había sido parte de Italia desde el final de la Primera Guerra Mundial. Después del surgimiento del fascismo en 1922, se implementó implacablemente una política de italianización en el área. Todos los lugares, hasta la aldea más pequeña, recibieron nombres italianos e incluso se tradujeron los apellidos. El proceso se intensificó en la década de 1930, cuando el gobierno de Benito Mussolini alentó a miles de italianos del sur a trasladarse a la región, en un intento deliberado de reducir la población indígena de habla alemana a un estado minoritario.
Entre 1928 y 1939, varios grupos de resistencia se formaron en la provincia para luchar contra el régimen fascista italiano y su política de suprimir el idioma alemán. A los niños se les enseñó el idioma alemán prohibido en las escuelas clandestinas de catacumbas y los medios y asociaciones católicas se resistieron a la integración forzada bajo la protección del Vaticano. El movimiento de resistencia clandestino, el Völkischer Kampfring Südtirols, fue formado por un miembro del partido nazi, Peter Hofer.

## Opción para Alemania
El 21 de octubre de 1939, Adolf Hitler y Mussolini llegaron a un acuerdo sobre la asimilación de las minorías étnicas alemanas en la provincia. Los miembros de estas dos comunidades lingüísticas tuvieron que elegir hasta el 31 de diciembre de 1939 entre permanecer en Italia y perder todos los derechos de las minorías, o emigrar a la Alemania nazi, la llamada "Option für Deutschland" (Opción para Alemania).
El 85%-90% de la población optó por la emigración; fueron llamados Optanten y se unieron en la Arbeitsgemeinschaft der Optanten für Deutschland (Asociación de Optantes para Alemania). Los que decidieron quedarse, llamados Dableiber, se unieron principalmente alrededor de los sacerdotes católicos locales. Los Dableiber fueron condenados como traidores, mientras que los Optanten fueron difamados como nazis. La Opción destruyó a muchas familias y el desarrollo de la economía de la provincia se retrasó durante muchos años.
Las primeras familias abandonaron su tierra natal en 1939, y en 1943 un total de alrededor de 75.000 habitantes de Tirol del Sur habían emigrado, de los cuales 50.000 regresaron después de la guerra.
La Arbeitsgemeinschaft der Optanten für Deutschland (ADO) (en alemán, "Asociación de optantes para Alemania") era una asociación para hablantes de alemán que habían elegido emigrar a Alemania en lugar de quedarse en el Tirol del Sur. La asociación fue fundada el 30 de enero de 1940. Peter Hofer asumió el liderazgo de la Asociación.

## Ocupación alemana
En septiembre de 1943, la Wehrmacht ocupó la provincia y el 10 de septiembre de 1943 se estableció la Zona de Operaciones de los Macizos Alpinos. La ADO se disolvió y se unió al Deutsche Volksgruppe. Peter Hofer fue elegido como Volksgruppenführer. Algunos miembros de la ADO se unieron al Cuerpo de Voluntarios del Tirol del Sur y estuvieron involucrados en la aniquilación de la población judía en Merano.
También intentaron arrestar a los soldados italianos que huían y atacaban a los que habían elegido quedarse a pesar de que la autoridad del Tercer Reich lo había prohibido expresamente. La reubicación de personas y la italianaización completa del área nunca se logró por completo.

## Consecuencias
La mayoría de las personas que habían emigrado regresaron al área en 1945. A pesar de los esfuerzos austriacos, el Tirol del Sur siguió siendo parte de Italia después de la Segunda Guerra Mundial, y muchos optaron por asumir la ciudadanía italiana después del Acuerdo De Gasperi-Gruber de septiembre de 1946. Lleva el nombre del ministro de Asuntos Exteriores de Austria (Karl Gruber) y el primer ministro de Italia (Alcide De Gasperi) y acordó que Trentino-Alto Adigio/Südtirol siguiera siendo parte de Italia garantizando su autonomía. Los que regresaron tuvieron que registrarse tanto ellos como sus hijos, y tuvieron que demostrar, mediante un certificado de nacimiento, que tenían derecho a la ciudadanía italiana.
Después de 1945, ningún líder de la ADO fue juzgado por los crímenes (Peter Hofer fue asesinado durante un bombardeo aliado). Solo recientemente los historiadores comenzaron a examinar este período en la historia del Tirol del Sur.
Según el censo de 2001, más de dos tercios (69,4%) de la población de la provincia hablan alemán, 26,3% italiano y 4,3% ladino como lengua materna.